# Smörfisklika fiskar
Smörfisklika fiskar (Stromateoidei) är en underordning i ordningen abborrartade fiskar.
I djurgruppen finns 6 familjer med tillsammans över 60 arter. De lever pelagiska eller vid varma kustlinjer av tempererade hav. Vuxna individer saknar simblåsa.
Smörfisklika fiskar livnär sig av plankton, maneter och kammaneter.
Ungdjur har oftast ett helt annat utseende. De har prickar på kroppen och gömmer sig bland tentaklerna av maneter. Genom en slemhinna är de skyddade för maneternas gift.
Tidigare räknades djurgruppen till de makrillika fiskarna (Scombroidei).

## Familjer
- Amarsipidae
- Ariommatidae
- Svartfiskar (Centrolophidae)
- Drivfiskar (Nomeidae)
- Smörfiskar (Stromateidae)
- Tetragonuridae